# Chloronana electa
Chloronana electa är en insektsart som beskrevs av Delong och Freytag 1964. Chloronana electa ingår i släktet Chloronana och familjen dvärgstritar. Inga underarter finns listade i Catalogue of Life.